# Армстронг (Оклахома)
Армстронг (англ. Armstrong) — місто (англ. town) в США, в окрузі Браян штату Оклахома. Населення — 113 особи (2020).

## Географія
Армстронг розташований за координатами 34°3′10″ пн. ш. 96°20′41″ зх. д. / 34.05278° пн. ш. 96.34472° зх. д. (34.052824, -96.344779).  За даними Бюро перепису населення США в 2010 році місто мало площу 0,23 км², уся площа — суходіл.

## Демографія
Згідно з переписом 2010 року, у місті мешкало 105 осіб у 43 домогосподарствах у складі 30 родин. Густота населення становила 455 осіб/км².  Було 49 помешкань (212/км²).
Расовий склад населення:
| - 61,0 % — білих - 18,1 % — корінних американців - 1,9 % — чорних або афроамериканців - 1,0 % — азіатів |

До двох чи більше рас належало 18,1 %. Частка іспаномовних становила 0,0 % від усіх жителів.
За віковим діапазоном населення розподілялося таким чином: 20,0 % — особи молодші 18 років, 63,8 % — особи у віці 18—64 років, 16,2 % — особи у віці 65 років та старші. Медіана віку мешканця становила 44,8 року. На 100 осіб жіночої статі у місті припадало 78,0 чоловіків;  на 100 жінок у віці від 18 років та старших — 100,0 чоловіків також старших 18 років.
Середній дохід на одне домашнє господарство  становив 47 618 доларів США (медіана — 48 214), а середній дохід на одну сім'ю — 54 296 доларів (медіана — 48 929). За межею бідності перебувало 7,1 % осіб, у тому числі 6,3 % дітей у віці до 18 років та 13,8 % осіб у віці 65 років та старших.
Цивільне працевлаштоване населення становило 60 осіб. Основні галузі зайнятості: оптова торгівля — 26,7 %, науковці, спеціалісти, менеджери — 26,7 %, роздрібна торгівля — 18,3 %.